# Queen's Club Championships 2024 - Doppio
Il doppio del torneo di tennis professionistico Queen's Club Championships 2024, facente parte della categoria ATP Tour 500 nell'ambito dell'ATP Tour 2024, si è giocato al Queen's Club di Londra, nel Regno Unito, dal 17 al 23 giugno 2024. Tra i partecipanti erano presenti Ivan Dodig e Austin Krajicek, i detentori del titolo, che sono stati eliminati in semifinale da Neal Skupski e da Michael Venus.
In finale Skupski e Venus hanno sconfitto Taylor Fritz e Karen Chačanov con il punteggio di 4-6, 7-6(5), [10-8].
Vincendo il suo match di primo turno, Matthew Ebden ha mantenuto il primo posto del Ranking ATP di doppio.

## Teste di serie
1. Rohan Bopanna /  Matthew Ebden (quarti di finale)
2. Rajeev Ram /  Joe Salisbury (quarti di finale)
3. Marcelo Arévalo /  Mate Pavić (semifinale)
4. Ivan Dodig /  Austin Krajicek (semifinale)

1. Wesley Koolhof /  Nikola Mektić (quarti di finale)
2. Santiago González /  Édouard Roger-Vasselin (quarti di finale)
3. Neal Skupski /  Michael Venus (campioni)
4. Alexander Erler /  Lucas Miedler (primo turno)

## Wildcard
1. Jack Draper /  Cameron Norrie (primo turno)

1. Daniel Evans /  Andy Murray (ritirati)

## Qualificati
1. Julian Cash /  Robert Galloway (primo turno)

### Lucky loser
1. John Peers /  Jordan Thompson (primo turno)

1. Alexander Erler /  Lucas Miedler (primo turno)

## Tabellone

### Legenda
| - Q = Qualificato - WC = Wild card - LL = Lucky loser | - ALT = Alternate - SE = Special Exempt - PR = Protected Ranking | - w/o = Walkover - r = Ritirato - d = Squalificato |

|  | Primo turno | Primo turno                 | Primo turno                 | Primo turno | Primo turno |  |  | Quarti di finale | Quarti di finale            | Quarti di finale   | Quarti di finale  | Quarti di finale  |   |      | Semifinali | Semifinali                  | Semifinali         | Semifinali                 | Semifinali |   |      | Finale | Finale | Finale | Finale | Finale |  |
|  |             |                             |                             |             |             |  |  |                  |                             |                    |                   |                   |   |      |            |                             |                    |                            |            |   |      |        |        |        |        |        |  |
|  | 1           | R Bopanna M Ebden           | R Bopanna M Ebden           | 6           | 6           |  |  |                  |                             |                    |                   |                   |   |      |            |                             |                    |                            |            |   |      |        |        |        |        |        |  |
|  | 8/LL        | A Erler L Miedler           | A Erler L Miedler           | 4           | 4           |  |  | 1                | R Bopanna M Ebden           | R Bopanna M Ebden  | 61                | 63                |   |      |            |                             |                    |                            |            |   |      |        |        |        |        |        |  |
|  |             | F Cerúndolo TM Etcheverry   | F Cerúndolo TM Etcheverry   | 4           | 4           |  |  |                  | T Fritz K Chačanov          | T Fritz K Chačanov | 7                 | 7                 |   |      |            |                             |                    |                            |            |   |      |        |        |        |        |        |  |
|  |             | T Fritz K Chačanov          | T Fritz K Chačanov          | 6           | 6           |  |  |                  |                             |                    |                   |                   |   |      |            | T Fritz K Chačanov          | 4                  | 6                          | [12]       |   |      |        |        |        |        |        |  |
|  | 3           | M Arévalo M Pavić           | M Arévalo M Pavić           | 6           | 6           |  |  |                  |                             | 3                  | M Arévalo M Pavić | 6                 | 3 | [10] |            |                             |                    |                            |            |   |      |        |        |        |        |        |  |
|  | Q           | J Cash R Galloway           | J Cash R Galloway           | 4           | 4           |  |  | 3                | M Arévalo M Pavić           | M Arévalo M Pavić  | 6                 | 7                 |   |      |            |                             |                    |                            |            |   |      |        |        |        |        |        |  |
|  |             | S Báez A Mannarino          | 6                           | 3           | [3]         |  |  | 5                | W Koolhof N Mektić          | W Koolhof N Mektić | 4                 | 5                 |   |      |            |                             |                    |                            |            |   |      |        |        |        |        |        |  |
|  | 5           | W Koolhof N Mektić          | 4                           | 6           | [10]        |  |  |                  |                             |                    |                   |                   |   |      |            | Taylor Fritz Karen Chačanov | 6                  | 65                         | [8]        |   |      |        |        |        |        |        |  |
|  | 6           | S González É Roger-Vasselin | S González É Roger-Vasselin | 6           | 6           |  |  |                  |                             |                    |                   |                   |   |      |            |                             | 7                  | Neal Skupski Michael Venus | 4          | 7 | [10] |        |        |        |        |        |  |
|  | WC          | J Draper C Norrie           | J Draper C Norrie           | 4           | 4           |  |  | 6                | S González É Roger-Vasselin | 7                  | 3                 | [11]              |   |      |            |                             |                    |                            |            |   |      |        |        |        |        |        |  |
|  | LL          | J Peers J Thompson          | J Peers J Thompson          | 3           | 62          |  |  | 4                | I Dodig A Krajicek          | 65                 | 6                 | [13]              |   |      |            |                             |                    |                            |            |   |      |        |        |        |        |        |  |
|  | 4           | I Dodig A Krajicek          | I Dodig A Krajicek          | 6           | 7           |  |  |                  |                             |                    |                   |                   |   |      | 4          | I Dodig A Krajicek          | I Dodig A Krajicek | 6                          | 4          |   |      |        |        |        |        |        |  |
|  | 7           | N Skupski M Venus           | N Skupski M Venus           | 6           | 6           |  |  |                  |                             | 7                  | N Skupski M Venus | N Skupski M Venus | 7 | 6    |            |                             |                    |                            |            |   |      |        |        |        |        |        |  |
|  |             | U Humbert B Shelton         | U Humbert B Shelton         | 4           | 3           |  |  | 7                | N Skupski M Venus           | N Skupski M Venus  | 7                 | 7                 |   |      |            |                             |                    |                            |            |   |      |        |        |        |        |        |  |
|  |             | A de Minaur S Korda         | A de Minaur S Korda         | 6           | 5           |  |  | 2                | R Ram J Salisbury           | R Ram J Salisbury  | 65                | 6                 |   |      |            |                             |                    |                            |            |   |      |        |        |        |        |        |  |
|  | 2           | R Ram J Salisbury           | R Ram J Salisbury           | 7           | 7           |  |  |                  |                             |                    |                   |                   |   |      |            |                             |                    |                            |            |   |      |        |        |        |        |        |  |

## Qualificazioni

### Teste di serie
1. John Peers /  Jordan Thompson (primo turno, lucky loser)

1. Alexander Erler /  Lucas Miedler (ultimo turno, lucky loser)

### Qualificati
1. Julian Cash /  Robert Galloway

### Lucky Loser
1. John Peers /  Jordan Thompson

1. Alexander Erler /  Lucas Miedler

### Tabellone
|  | Primo turno | Primo turno                   | Primo turno | Primo turno | Primo turno |  |  | Ultimo turno | Ultimo turno                  | Ultimo turno                  | Ultimo turno | Ultimo turno |  |
|  |             |                               |             |             |             |  |  |              |                               |                               |              |              |  |
|  | 1           | John Peers Jordan Thompson    | 7           | 3           | [11]        |  |  |              |                               |                               |              |              |  |
|  |             | Julian Cash Robert Galloway   | 64          | 6           | [13]        |  |  |              | Julian Cash Robert Galloway   | Julian Cash Robert Galloway   | 6            | 6            |  |
|  | WC          | Rinky Hijikata Henry Patten   | 7           | 4           | [8]         |  |  | 2            | Alexander Erler Lucas Miedler | Alexander Erler Lucas Miedler | 1            | 4            |  |
|  | 2           | Alexander Erler Lucas Miedler | 64          | 6           | [10]        |  |  |              |                               |                               |              |              |  |